# Friedrich-Rückert-Preis

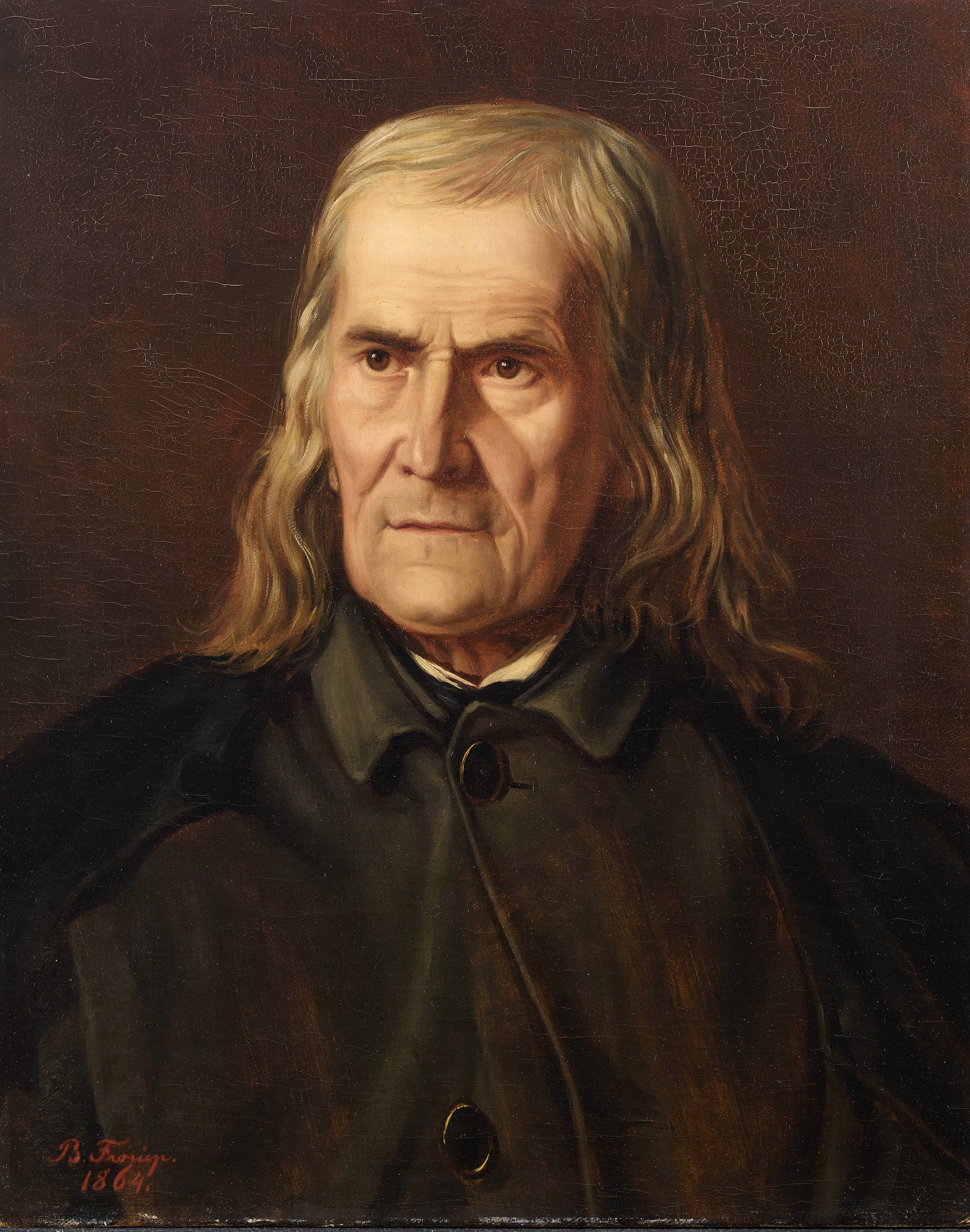
Friedrich Rückert

Der Friedrich-Rückert-Preis der Stadt Schweinfurt ist ein Literaturpreis. Er wurde 1963 begründet und bis 1995 in der Regel alle drei Jahre, seitdem in unregelmäßigen Abständen von der Stadt Schweinfurt vergeben. Er ist dotiert mit 10.000 Euro (Stand 2024).
Benannt ist der Preis nach dem Dichter Friedrich Rückert, der 1788 in Schweinfurt geboren wurde.

## Preisträger
- 1965: Annemarie Schimmel, Orientalistin
- 1967: Helmut Prang, Germanist
- 1971: Albert Theile, Übersetzer
- 1974: Jean Mistler, Publizist
- 1977: Dietrich Fischer-Dieskau, Sänger
- 1980: Friedrich Schilling, Historiker und Bibliothekar
- 1983: Johann Christoph Bürgel, Orientalist
- 1986: M. Auni Abder-Rauf, Germanist
- 1989: Wiebke Walther, Orientalistin
- 1992: Tschingis Aitmatow, Schriftsteller
- 1995: Johannes Mehlig, Orientalist
- 2000: Paul Maar, Schriftsteller
- 2003: Hans Wollschläger, Schriftsteller und Übersetzer
- 2011: Hartmut Bobzin, Orientalist
- 2016: SAID, Dichter
- 2024: Rudolf Kreutner, Historiker